# Le Souffle de la guerre
Le Souffle de la guerre (titre original : The Winds of War) est le second roman sur la Seconde Guerre mondiale du romancier Herman Wouk après Ouragan sur le Caine (1951).
Publié en 1971, il est suivi sept ans plus tard par Les Orages de la guerre (War and Remembrance), Wouk ayant décidé de scinder son histoire en deux quand il a réalisé qu'elle atteignait déjà près de 1000 pages à l'attaque de Pearl Harbor.
En 1983, l’œuvre a été adaptée à la télévision sous forme de mini-série pour la chaîne ABC.

## Résumé
L'histoire tourne autour d'un mélange de personnages réels et fictifs, tous connectés par divers moyens à la famille de Victor « Pug » Henry, un officier de l'US Navy d'une cinquantaine d'années et confident du président Franklin Delano Roosevelt. Elle commence six mois avant l'invasion de la Pologne par l'Allemagne, qui lançait la portion européenne de la guerre, et prend fin juste après l'attaque de Pearl Harbor, lorsque les États-Unis et, par extension, la famille Henry, entrent dans la guerre.
Alors que l'histoire débute, le Navy Captain Victor « Pug » Henry a été nommé Attaché naval à Berlin. Pendant le voyage pour l'Europe, Victor se prend d'amitié avec une personnalité de la radio britannique, Alistair « Talky » Tudsbury, et sa fille, Pamela. En Allemagne, Victor rencontre un général allemand, Armin von Roon, qui devient plus tard le personnage qui présente le point de vue allemand de la guerre et témoigne de l'aggravation de la discrimination contre les Juifs par le gouvernement allemand.
Il remarque l'intention des Allemands d'envahir la Pologne. Réalisant que ceci signifierait la guerre avec l'Union soviétique, il conclut que le seul moyen pour les Allemands d'envahir sans danger est de convenir de ne pas aller en guerre contre les soviétiques, bien que les communistes et les fascistes soient des ennemis jurés. Il envoie un rapport prédisant le Pacte de non-agression germano-soviétique avant que cela arrive. Lorsque le pacte est rendu public, le rapport amène le président Roosevelt à porter son attention sur lui, et le Président ordonne officieusement à Pug d'être ses yeux et ses oreilles en Europe. Cette mission repousse encore à plus tard son commandement en mer qu'il désire, mais lui donnera plus tard l'occasion de voyager à Londres, Rome et Moscou et de rencontrer des figures historiques comme Winston Churchill, Adolf Hitler, Benito Mussolini et Joseph Staline.
Pendant ce temps, sa femme Rhoda est forcée de passer son temps loin de son mari, d'abord à Berlin puis à Washington, et entame une relation avec un ingénieur gouvernemental nommé Palmer Kirby, qui sera plus tard impliqué dans la première phase du projet Manhattan. Pour sa part, Pug commence une relation amoureuse platonique avec Pamela, mais ne peut se décider à quitter sa femme Rhoda pour elle.
Après avoir finalement obtenu le commandement d'un cuirassé, le USS California, il quitte Moscou, où il a discuté de problèmes de lend-Lease et observé une bataille, pour rejoindre Pearl Harbor. Il survole l'Asie et passe du temps à Manille à écouter la radio-diffusion de la rencontre annuelle entre l'armée et la marine. Quand son vol s'approche de Pearl Harbor, il apprend par message radio que Pearl Harbor est attaqué. En approchant de la base navale il voit les navires en feu, y compris le sien.
Les trois enfants de Pug suivent chacun leur histoire. Son fils aîné, Warren, est un diplômé à l'académie navale qui s'engage dans l'école aéronavale en Floride. Sa fille, Madeline, s'implique dans une radio américaine.
L'enfant le plus important dans l'histoire est le fils cadet, Byron, nommé d'après le poète anglais. Bien que diplômé de l'Université Columbia et tenu dans la réserve navale, il ne s'est pas lancé dans une carrière. En 1939, il accepte un poste d'assistant de recherche auprès d'un expatrié, l'auteur juif américain Aaron Jastrow, qui est mieux connu pour son livre A Jew's Jesus (Jésus d'un juif) et vit à Sienne en Italie.
Byron rencontre aussi la nièce de Jastrow, Natalie, et son ancien petit ami, Leslie Slote, qui l'aime encore et travaille pour le département d'État. Les lecteurs découvriront plus tard que Natalie et Slote sont également bons amis avec Pamela Tudsbury depuis leur passage à Paris ensemble.
Byron et Natalie visitent la ville natale de la famille Jastrow en Pologne à Medzice, à l'occasion d'un mariage. Au cours de leur visite, ils voyagent à travers Oświęcim, Auschwitz par son ancien nom autrichien. Lorsque la guerre se déclenche, ils se dirigent vers Varsovie, devant l'invasion de l'armée allemande. À Varsovie, ils sont pris au piège dans le siège et sont évacués avec les autres citoyens neutres.
Maintenant amoureux de Byron après son héroïsme inattendu au cours de leur fuite de Varsovie, Natalie informe Slote que leur relation ne sera pas ravivée (qu'elle envisageait avant cela) et accepte la demande en mariage de Byron. Elle retourne brièvement en Amérique pour le mariage de Warren, c'est alors que son père meurt d'une crise cardiaque à l'audition de l'invasion de la Norvège et du Danemark le 9 avril 1940.
En 1941, elle épouse Byron et se consacre à ce que son oncle, peu enthousiaste à cette idée, quitte l'Europe pour échapper à l'Holocauste qui approche, découvrant bientôt qu'elle est enceinte.
Tous les scénarios sont laissés en cliffhanger alors que la guerre est lancée pour les États-Unis. Rhoda lance une demande de divorce puis se rétracte. Avec le USS California encore hors d'usage, Pug reçoit le commandement d'un croiseur, le USS Northampton. Byron a été appelé en service actif en tant qu'officier de sous-marin, et son frère Warren est diplômé de Pensacola, marié à Janice Lacouture, la fille d'un membre du Congrès, et est affecté au USS Enterprise. Aaron, Natalie et son enfant Louis sont piégés en Europe alors que la guerre éclate. Ces scénarios se poursuivent à travers Les Orages de la Guerre (War and Remembrance).

## Événements historiques majeurs couverts
- Le Pacte germano-soviétique
- L'invasion allemande de la Pologne
- Propositions de paix par Sumner Welles (en)
- La bataille de France
- La Bataille d'Angleterre
- Le programme Lend-Lease
- L'opération Barbarossa
- Les Einsatzgruppen à l'est
- L'attaque sur Pearl Harbor
- La bataille de Moscou
- L'entrée en guerre des États-Unis
- Les Japonais attaquent les Philippines

## Mini-série
L'auteur Herman Wouk était très négatif et sceptique quant à une adaptation cinématographique de son roman bien-aimé et fruit de recherches scrupuleuses, car il était très mécontent de plusieurs adaptations de ses romans. Mais en 1983, Le Souffle de la guerre est devenu une mini-série qui, sous la direction de Dan Curtis, rencontra un succès sur le réseau ABC. Herman Wouk a écrit lui-même le script de la série et a exercé une influence considérable sur la production, donnant des instructions détaillées sur la nature et le nombre de publicités qui seraient autorisées. Wouk a aussi un caméo dans le rôle de l'archevêque de Sienne. La musique avec son célèbre thème principal a été composée par Bob Cobert, un compositeur souvent associé à Curtis. Branko Lustig, un survivant des camps de concentration nazi, était un producteur associé à la mini-série, et également sur La Liste de Schindler.
La mini-série suit de près le livre et décrit les événements de mars 1939 jusqu'à l'entrée en guerre des États-Unis dans la Seconde Guerre mondiale en décembre 1941. Tout comme dans le livre, en plus de la vie des familles Henry et Jastrow, beaucoup de temps est consacré aux événements mondiaux majeurs de cette période. Adolf Hitler et l'état-major allemand avec le fictif général Armin von Roon constituent une intrigue importante de la mini-série. Le Souffle de la guerre inclut également des segments de séquences documentaires commentés par William Woodson, dans le but d'expliquer les principaux événements et personnages importants.
Cette mini-série est suivie par une autre en 1988 : Les Orages de la guerre.